# Koeneniodes madecassus
Koeneniodes madecassus is een spinnensoort in de taxonomische indeling van de Palpigradi.
Het dier komt uit het geslacht Koeneniodes. Koeneniodes madecassus werd in 1950 beschreven door Rémy.